# 火喉蜂鸟
火喉蜂鸟（学名：Panterpe insignis），是雨燕目蜂鸟科的一种鸟类，为火喉蜂鸟属（学名：Panterpe）的唯一一种。
火喉蜂鸟体重约5.7克，翼长约62.9毫米，嘴峰长约22.1毫米，喙宽度约2.1毫米，喙厚度约2.1毫米，跗蹠长约6.6毫米，尾长约38.8毫米。火喉蜂鸟在其分布区内为留鸟，其栖息在密集的高大树木组成的森林中，食性为草食性，主要食物来源是植物的花蜜。

## 亚种
- Stiles, 1985：分布于哥斯达黎加西北部（瓜纳卡斯特山脉）。
- Cabanis & Heine, 1860：分布于哥斯达黎加中北部（蒂拉兰山脉）至巴拿马极西部。[4]